# 豪爾赫查韋斯區
6°56′29″S 78°05′31″W / 6.9415°S 78.0919°W
豪爾赫查韋斯區（西班牙語：Distrito de Jorge Chávez），是秘魯的一個區，位於該國北部卡哈馬卡大區的塞倫丁省，始建於1862年9月30日，面積53.3平方公里，海拔高度2,624米，2005年人口691，人口密度每平方公里13人。